# Kuzucubelen, Mezitli
Kuzucubelen là một xã thuộc huyện Mezitli, tỉnh Mersin, Thổ Nhĩ Kỳ. Dân số thời điểm năm 2011 là 508 người.